# Csonnam Nemzeti Egyetem
A Csonnam Nemzeti Egyetem (angol: Chonnam National University (CNU), hangul: 전남대학교, handzsa: 全南大學校)  Dél-Korea első nemzeti egyeteme. A SCImago Institutions Rankings 2024-es adatai alapján a 21. helyezést érte el a dél-koreai egyetemek rangsorában.

## Története
A Csonnam Nemzeti Egyetemet 1952. június 9-én alapították Kvangdzsuban, a Honam régió központjában. Az iskola hagyománya már több mint száz évre nyúlik vissza: az egyetem elődjének számít a Kvangdzsu Mezőgazdasági Iskola (1909), a Mokpo Kereskedelmi Iskola (1920), a Kvangdzsu Orvosi Iskola (1944) és a Deszung Bentlakásos Iskola (1951). 1951. szeptember 16-án a helyiek támogatásával Alapítványi Bizottságot hoztak létre, majd 1951. október 6-án kapták meg az engedélyt, hogy megalapítsák a szervezetet mint nemzeti egyetemet. A Csonnam Nemzeti Egyetem hivatalosan 1952. január 1-én jött létre, dr. Csö Szang-cse elnöksége alatt, öt intézettel (Mezőgazdasági-, Gazdasági-, Bölcsészettudományi-, Orvostudományi- és Mérnöki Intézet). Az egyetem nyitóceremóniáját 1952. január 9-én tartották, Kvangdzsuban. Az egyetem sok változáson ment keresztül az évek folyamán: mára már 9 adminisztrációs iroda, 16 intézeten belül 53 szak és 55 tanszék, 11 doktori iskola, 18 társult intézmény és 2 jogi testület is a részét képezi.

## Kampuszok

### Kvangdzsui kampusz
A Csonnam Nemzeti Egyetem Kvangdzsui kampusza (전남대학교 광주캠퍼스) az egyetem fő kampusza. Az 1980. május 18-án kezdődött Kvangdzsu-felkelés első tüntetései innen indultak el.

#### Diákélet
Az egyetem több mint 80 klubot működtet, köztük egyet kifejezetten nemzetközi hallgatóknak, melyen belül nyelvi és kulturális cserét folytathatnak egymással és a koreai hallgatókkal. Minden karnak és szaknak van saját klubja, illetve sportolni vagy vallást gyakorolni vágyó hallgatók is megtalálhatják a számukra megfelelő klubot.

## Szolgáltatások

##### Étkezés
- Kollégiumi étkezők
- Éttermek
- Kávézók
- Kényelmi boltok

##### Szállás
- Kollégiumok
- Oktatói/dolgozói lakások

##### Egészségügy
- Csonnam Nemzeti Egyetem Kórháza
- Egyetemi Egészségügyi Rendelő

##### Könyvtárak
- Központi Könyvtár
- Szakkönyvtárak (jog, mérnöki tudományok stb.)

##### Sportolás és szabadidő
- Egyetemi tornaterem
- Sportpályák
- Előadótermek
- Diákszövetkezet (Student Union) épülete

##### Egyéb szolgáltatások
- Bankok/ATM-ek
- Könyvesboltok
- Posta
- Fodrászatok
- Nyomtatás/fénymásolás

#### Kollégiumok
A kampuszon belül három kollégiumépület áll a hallgatók rendelkezésére, 2, 3 és 6 fős szobákkal. Az kollégiumi férőhelyekre való jelentkezés az egyetem honlapján keresztül (itt) történik. Lehetőség van rövid és hosszú távra is jelentkezni. Minden kollégium egy szabályzatot követ, amely nemcsak a kijárási tilalmat, hanem a takarítás kötelezettségeket is magába foglalja.
A kampuszon belüli étkezésre a kollégiumokhoz kapcsolódó menzákon kívül a Hallgatói Szövetkezet Épületében is van lehetőség. A kollégiumi menzára való jelentkezéskor a hallgatók napi 1, 2 vagy 3 étkezést, illetve heti 5 vagy 7 napos étkeztetést választhatnak.

### Joszui kampusz
A Chonnam Nemzeti Egyetem Joszui kampusza (전남대학교 여수캠퍼스) a fő egyetem egyik kihelyezett kampusza. A Joszu Nemzeti Egyetem 2006-ban vált a Csonnam Nemzeti Egyetem részévé. Halászati és Óceánkutatási szakok indultak.

### Hvaszuni és Hakdongi kampusz
A Csonnam Orvosi Egyetem 1948-ban került a mostani helyszínére.

## Oktatás

### Karok
- Mesterséges Intelligencia
- Mezőgazdaság és élettudományok
- Művészetek
- Üzleti Tudományok
- Neveléstudomány
- Műszaki Tudományok
- Emberi ökológia
- Bölcsésztudományok
- Jogtudomány
- Orvostudomány
- Természettudományok
- Ápolástudomány
- Gyógyszerészet
- Társadalomtudomány
- Állatorvostudomány
- Kulturális és Társadalomtudományok (Joszui kampusz)
- Műszaki Tudományok (Joszui kampusz)
- Halászati és Óceántudományok (Joszui kampusz)
- Biológai tudományok és Technológiai Osztály
- Interdiszciplináris Tanulmány Osztály
- Fogászati Alap- és Mesterképzés

### Doktori iskolák
- Üzleti Doktori Iskola (angol és koreai szakirány)
- Kulturális Doktori Iskola
- Fogászati Doktori Iskola
- Jogi Doktori Iskola
- Általános Orvosi Doktori Iskola
- Oktatástudományi Doktori Iskola
- Ipari és Technológiai Doktori Iskola
- Közigazgatási Doktori Iskola
- Oktatási és Ipari Együttműködési Doktori Iskola (Joszui kampusz)
- Halászati és Óceántudományi Doktori Iskola (Joszui kampusz)

## Főbb létesítmények
- Agrár-Bioipari Műszaki Támogatási Központ
  - Állati erőforrások részleg
  - Erdészeti Erőforrások részleg
  - Üzemi erőforrások részleg
- Állatkórház
- CNU Sajtó- és Műsorszolgáltatási Központ
- Oktatásfejlesztési Kutatóintézet
- Nevelésképző Intézet
- Kutatóintézetek Központja
- Egészségügyi Szolgáltatások Központja
- Nyelvoktatási Központ
- Könyvtár
- „Életen át tartó tanulás” Iskola
- Sportközpont
- Diákszálló Csarnok
- Kvangdzsu Kampusz
- Joszu Kampusz
- Egyetemi Számítástechnikai Központ
- Egyetemi Múzeum

## Főbb kutatóközpontok
- Környezetkutató Intézet
- Honam Tanulmányi Kutatóközpont
- Koreai Dinoszauruszkutató Központ
- Vezetéskutató Intézet
- Május 18. Intézet
- Bio-IT Fúziós Technológiai Kutatóközpont

## Egészségügyi központok
- Csonnam Nemzeti Egyetemi Kórház
- Csonnam Nemzeti Egyetemi Hvaszun Kórház
- Csonnam Nemzeti Egyetemi Fogászat

## Akkreditáció
- IEQAS: International Educational Quality Assurance System in Korea (2013)
- AACSB: Association to Advanced Collegiate School of Business (2012)
- ABEEK: Accreditation Board for Engineering Education of Korea (2013)

## Partneregyetemek
Az egyetem 26 ország 136 egyetemével tart fenn nemzetközi kapcsolatokat: Ausztrália, Ausztria, Banglades, Brazília, Kambodzsa, Kanada, Chile, Kína, Csehország, Dánia, Anglia, Franciaország, Németország, India, Indonézia, Japán, Kazahsztán, Fülöp-szigetek, Lengyelország , Oroszország, Szlovénia, Tajvan, Thaiföld, Törökország, az Egyesült Államok, Üzbegisztán és Vietnám.

## Nemzetközi hallgatóknak
- Ingyenes koreai nyelvtanfolyamok

Két koreai óra ingyenes minden nemzetközi hallgató számára. A Nyelvi Oktatási Központ különböző szintű koreai nyelvórákat és programokat kínál nemzetközi hallgatók, valamint a Koreában letelepedett külföldi lakosok számára is.
- Ösztöndíjak
  - Új hallgatók: A nemzetközi hallgatóként érkező gólyák, az egyetemre való jelentkezésükkor, egy automatikus értékelésen mennek át – ehhez mérten ajánlanak fel nekik különböző értékben ösztöndíjakat.